# Tuamotumarkduva
Tuamotumarkduva (Pampusana erythroptera) är en akut utrotningshotad fågel i familjen duvor som förekommer i Polynesien.

## Utseende och läten
Tuamotumarkduvan är en medelstor (25 cm), kortstjärtad och, som namnet avslöjar, marklevande duva. Hane av nominatformen (se nedan) har mestadels grått huvud med vitt på strupe, bröst, panna och ögonbrynsstreck, medan albicollis är helvit på huvud och hals. Båda underarter är purpurröda på övre delen av ryggen, skapularerna och skuldrorna. Honan är mörkgrå med ljusare grå huvud och smutsvitt på panna samt i ögonbrynsstrecket och ansiktet. Bröstet är rödbrunt med ljusare fjäderspetsar. Lätet beskrivs som ett lågt, klagande.

## Utbredning och systematik
Arten förekommer på obebodda atoller i Tuamotuöarna. Den behandlas som monotypisk, det vill säga att den inte delas in i några underarter.

### Släktestillhörighet
Arten placerades tidigare i släktet Gallicolumba. Studier visar dock att dessa inte är varandras närmaste släktingar, där vissa står närmare australiensiska duvor som Geopelia. Dessa har därför lyfts ut till ett eget släkte, initialt Alopecoenas men Pampusana har visat sig ha prioritet.

## Status
Tuamotumarkduvan har en mycket liten världspopulation på endast 150 vuxna individer, som dessutom minskar till följd av predation från katter och råttor, habitatförlust och påverkan från tropiska stormar. Internationella naturvårdsunionen IUCN kategoriserar därför arten som akut hotad.